# Mercato dei comportamenti futuri
Mercato dei comportamenti futuri è un'espressione utilizzata per la prima volta nel saggio Il capitalismo della sorveglianza di Shoshana Zuboff per indicare una tipologia di mercato nella quale vengono scambiati prodotti predittivi, cioè prodotti in grado di prevedere i nostri comportamenti futuri. L'espressione è stata utilizzata per la prima volta nel saggio Il capitalismo della sorveglianza di Shoshana Zuboff.
I clienti del mercato dei comportamenti futuri, dunque, non sono gli utenti i cui dati vengono estratti e trasformati nei prodotti predittivi, bensì le aziende che acquistano tali prodotti al fine di creare le circostanze per spronarci ad acquistare un determinato prodotto/servizio.

## Normativa
Sebbene attualmente non ci sia una vera e propria normativa per regolamentare specificamente i prodotti predittivi o il mercato dei comportamenti futuri, un primo passo normativo per impedire la commercializzazione dei dati personali è stato fatto con l'approvazione del Regolamento Generale sulla Protezione dei Dati (GDPR) nel maggio 2018. Difatti il GDPR impone vincoli, diritti, obblighi e la scelta volontaria dei consumatori riguardo ai dati personali e al loro utilizzo.